# Kristus Pantokrator
Kristus Pantokrator se v krščanski ikonografiji nanaša na posebno upodobitev Kristusa. Pantokrator (grško: starogrško Παντοκράτωρ) se uporablja kot prevod enega od mnogih imen Boga v judovstvu.
Ko je bila hebrejska Biblija prevedena v grščino kot Septuaginta se je Pantokrator uporabljal tako za YHWH Sabaoth (Gospod nad vojskami) kot za El Shaddaiju (vsemogočni Bog). V Novi zavezi se Pantokrator uporabi enkrat pri Pavlu (2 Kor 06,18). Poleg tega enega pojava, avtor knjige Razodetja v Novi zavezi uporabi besedo Pantokrator devetkrat in medtem ko so sklicuje na Boga in Kristusa, ju včasih zamenjuje, a se zdi, da je Pantokrator rezerviran zgolj za Boga.

## Pomen
Najpogostejši prevod Pantokrator je »Vsemogočni« ali »Vsemogočen«. Pantokrator je beseda, ki je nastala iz grške besede starogrško πᾶν (pan - 'vsi') in starogrško κράτος (kratos, tj. 'moč' ali 'premoč'). To se pogosto razume v smislu potencialne moči, to je sposobnost, da stori karkoli, vse mogoče.
Drug bolj dobeseden prevod je »Vladar vsega«. V tem primeru beseda Pantokrator v grščini pomeni 'vse' in glagol, ki pomeni »Da bi dosegli nekaj« ali »za ohranitev nečesa« (starogrško κρατεω). Ta prevod govori o dejanski Božji moči; torej »Bog je naredil vse kar obstaja« (v nasprotju z »Bog lahko stori vse«).
Pantokrator je pogostejši izraz v vzhodnem ortodoksnem ali katoliškem teološkem konceptu kot s tem imenom v zahodnem katolicizmu in skoraj nepoznan večini protestantom. Na Zahodu je enakovredna slika v umetnosti znana kot Kristus kralj, ki se je razvil s precej drugačno ikonografijo.

## Kasnejši razvoj
Prva sprememba naslova Pantokrator se sklicuje na Kristusa, bolj kot Stvarnika kristologije, ki se je zgodila v četrtem stoletju in se odraža skozi ikonografijo; Kristus Pantokrator je prišel, da se pokaže kot blag a strog, vsemogočen sodnik človeštva.
Ikona Kristusa Pantokratorja je ena najbolj razširjenih verskih podob pravoslavnega krščanstva. V bizantinski cerkveni umetnosti in arhitekturi ikona kot mozaik ali freska zaseda prostor v osrednji kupoli cerkve, v pol-kupoli apside ali v cerkveni ladji. Nekateri strokovnjaki (Latourette 1975: 572) primerjajo Pantokratorja s podobo Zevsa, kot so velik kip Zevsa na prestolu v Olimpiji. V najzgodnejših fazah razvoja v rimskem cesarstvu je posnetke ikone lažje izslediti.
Ikona, kadar je v pol-kupoli, je postala vzorec za tovrstne ikone, kjer je Kristus upodobljen popolnoma frontalno, nekoliko melanholičnega in strogega pogleda, z desno roko dvignjeno v blagoslov ali na zgodnjih enkavstičnih ploščah v samostanu Sv. Katarina, s konvencionalno retorično gesto, ki predstavlja poučevanje. V levi roki drži zaprto knjigo z bogato okrašenimi platnicami s križem, ki predstavlja evangelij. Ikona kjer ima odprto knjigo, se imenuje "Kristus Učitelj«, varianta Pantokrator. Kristus je bradat, njegovi rjavi lasje so počesani na prečo na sredini, njegova glava je obdan z avreolo. Ikona je običajno prikazana na zlatem ozadju primerljivo s pozlačenimi mozaičnimi upodobitvami krščanskih cesarjev.
V nekaterih različicah so na vsaki strani haloja grške črke: IC in XC. Kristusovi prsti so upodobljeni v pozi, ki predstavlja črke IC, X in C, kar predstavlja akrostih ICXC (za "Jezusa Kristusa"). IC predstavlja grški znak Iota (Ι) in Sigma (Σ, ς) - prva in zadnja črka Jezusa (starogrško Ιησους). Črke XC predstavljajo Chi (Χ) in Sigma (ς) - prva in zadnja črka Kristusa (starogrško Χριστος). 
Tipičen zahodnjaški Kristus Kralj je celopostavna podoba, ki sedi na prestolu, in je v zgodnjem srednjem veku navadno kazala Kristusa v mandorli ali drugem geometrijskem okvirju, obkroženem s štirimi evangelisti ali njihovimi simboli.

## Ikonografija
Podoba Kristusa Pantokratorja je bila ena izmed prvih podob Kristusa, razvitih v zgodnjekrščanski cerkvi in ostaja osrednja ikona Vzhodne pravoslavne Cerkve. V doprsni podobi ima Kristus Novo zavezo v levi roki, z desnico pa kaže gib poučevanja ali blagoslova.
Najstarejši znani ohranjen primer ikone Kristusa Pantokratorja je slika v enkavstiki na plošči iz 6. ali 7. stoletja in je preživela obdobje uničevanja slik v ikonoklastičnih sporih, ki so dvakrat doleteli pravoslavno cerkev (726-787 in 814-842). Ohranjena je v oddaljeni puščavi Sinaj, v samostanu sv. Katarine. Tabla, fino naslikana na leseno ploščo, je bila grobo prebarvana po obrazu in rokah okrog 13. stoletja. Šele ko je bila podoba leta 1962 očiščena, se je pokazala starodavna slika, ikona zelo visoke kakovosti, verjetno proizvedena v Konstantinoplu.
- Kupola s Kristusom Pantokratorjem v baziliki Božjega groba v Jeruzalemu
- Kristus Pantokrator v kupoli cerkve Kristusovega vstajenja (Храм Спаса на Крови), St. Petersburg.